# Lógica nova
A lógica nova refere-se a uma subdivisão da lógica tradicional da Europa Ocidental, tal como existia em meados do século XIII. Conforme a disponibilidade, no momento dos trabalhos sobre a lógica de Aristóteles (escrito em grego) com tradução latina, houve uma logica vetus (velha lógica) e a logica nova.

## Visão geral
A divisão de obras, foi como segue:
- Logica vetus (às vezes ars veto)
  - As Categorias
  - O De Interpretatione
  - A Isagoge de Porfírio,
  - O Liber sexo principiorum, um anônimo comentário sobre a última parte das Categorias que tem sido muitas vezes atribuída a Gilberto de la Porrée
- Às vezes estão incluídas obras de Boécio[2]
  - O De topicis differentiis
  - O De divisione
  - O De syllogismis categoricis
  - O De syllogismis hypotheticis.[3]

Estas obras, exceto o Liber sexo principiorum, já eram canônicos no tempo de Abelardo. Ele escreveu o seu chamado Logica Ingredientibus sobre o esquema de um conjunto de sete comentários.
- Logica nova
  - Analíticos Anteriores
  - Analíticos Posteriores
  - Tópicos
  - Sophismata.

O advento da logica nova foi o resultado de novas traduções do latim, particularmente por James of Venice  A combinação das duas lógicas, foi designada como a logica antiquorum (lógica dos antigos). Restringindo apenas às obras de Aristóteles, todo o Organon de seis obras foi dividido pelo histórico de acidentes de transmissão em dois livros na logica vetus, e quatro na logica nova.
Algumas das ordens religiosas organizadas especial studia para a formação de seus membros que se dedicam ao estudo da nova lógica. Por exemplo, depois do componente da teologia studium provinciale da Ordem Dominicana , no convento Romano de Santa Sabina foi transferido, em 1288 para o convento de Santa Maria sopra Minerva,:323 que se desenvolveria para o Colégio de S. Tomás, no século XV, e na Pontifícia Universidade de s. Tomás de Aquino, Angelicum, o Santa Sabina studium foi redesignado, em 1291 como um dos três studia nove logice da Ordem. Estes studia pretendiam oferecer cursos avançados de lógica cobrindo a logica nova, textos Aristotélicos recuperados no Ocidente somente na segunda metade do século XII, os Tópicos, Sofística, Refutações, e o Primeiro e o Segundo  Analíticos de Aristóteles. Este foi um avanço em relação à logica vetus, que atendeu a Isagoge de Porfírio, Divisões e Tópicos de Boécio, as Categorias e Sobre a Interpretação de Aristóteles, e o Summule logicales de Pedro de Espanha.:236–237 Milone da Velletri foi lector em 1293 Em 1310 o Florentino Giovanni dei Tornaquinci também foi lector . Assim como em 1331 Nerius de Tertia  e Giovanni Zocco da Spoleto foi um estudante de lógica.
Outro uso para a logica nova é para as posteriores teorias de Ramón Lull. A logica parva refere-se a um importante livro de Paulo de Veneza.
A terminologia tinha alguma circulação, pelo menos, até ao século XVII, assim como o trabalho  "Logica vetus et nova" de Johannes Clauberg 